# 栗枝渡八幡神社

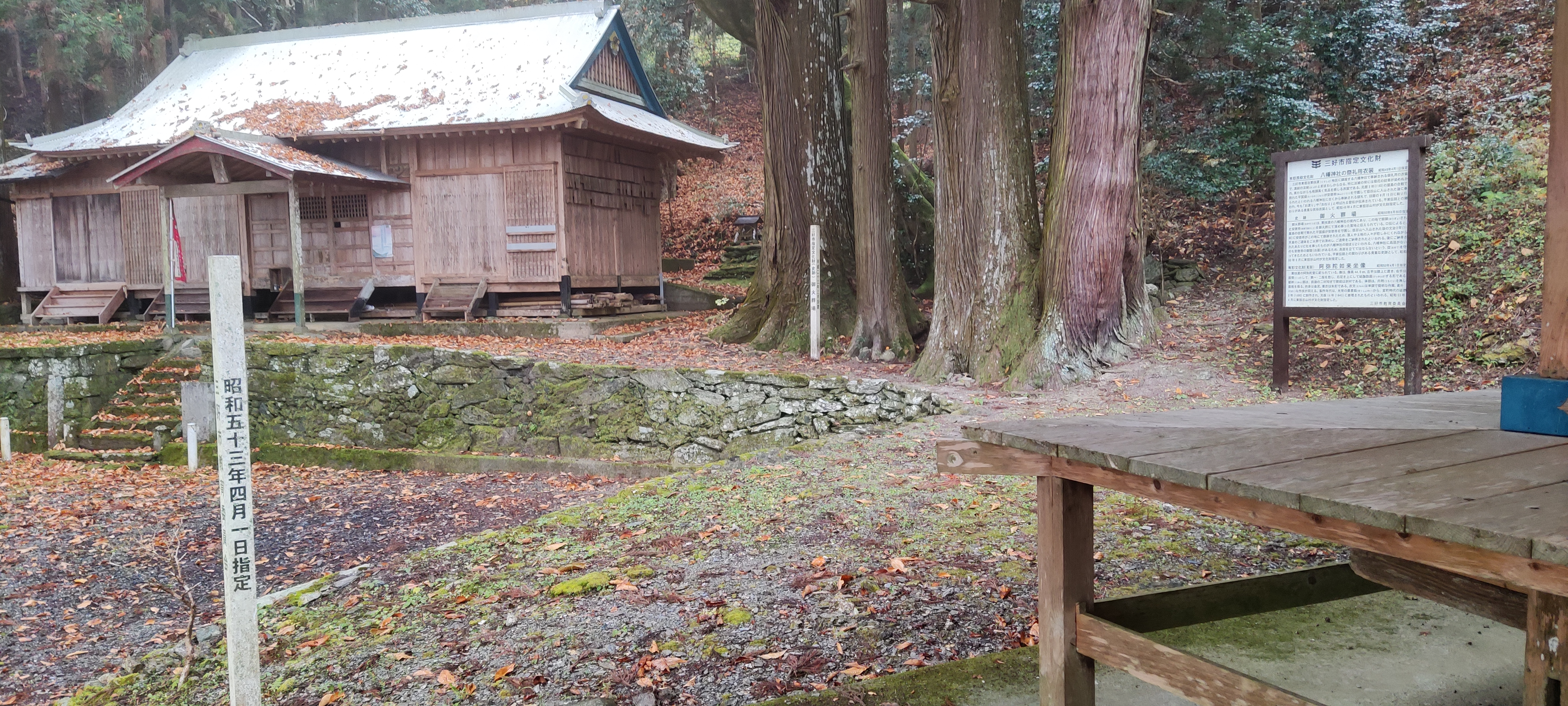
安徳天皇御火葬場と阿弥陀堂

栗枝渡八幡神社（くりしどはちまんじんじゃ）は、徳島県三好市東祖谷下瀬に位置する神社。

## 歴史
創建年は不詳。境内には安徳天皇を火葬したと伝わる「安徳天皇御火葬場」がある。1975年（昭和50年）6月20日に三好市文化財に指定された。
神社名の栗枝渡（くりすど・くりしど）がキリストに近いことや、古代ユダヤと関係があった説のある美馬市の白人神社から遠くないことからキリスト渡来説が残されている。

## 祭神
- 安徳天皇
- 誉田別命
- 天児屋根命

## 交通
- JR土讃線「大歩危駅」より車で約40分。